# Charles Francis Annesley Voysey

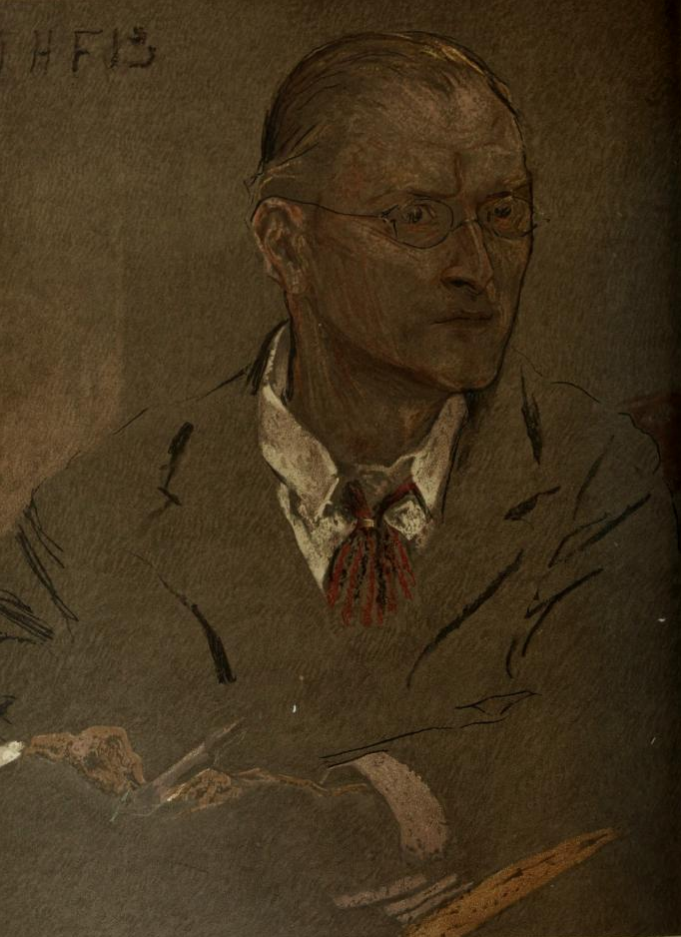
C. F. A. Voysey por John Henry Frederick Bacon

Charles Francis Annesley Voysey (1857 - 1941), fue un arquitecto y diseñador de mobiliario inglés, miembro del movimiento Arts & Crafts, fue uno de los primeros artistas que entendió y apreció el significado del diseño industrial. Es particularmente destacado por sus diseños de casas rurales en Inglaterra (cottages) en la que se aprecia la influencia de las ideas de Herbert Tudor Buckland.

## Biografía
Nacido en Yorkshire en 1857, se formó con J.P. Seddon hasta 1874 y estudió un año con George Devey. Estableció su estudio en 1882 y trabajó con Edward Schroeder Prior, con el que mantendría una larga amistad y de la que se derivó un gran intercambio de ideas entre ambos. Los primeros trabajos de Voysey fueron la realización de diseños de papel pintado para Jeffrey & Co y estampados textiles en un estilo Arts and Crafts, pero Voysey es reconocido como autor de un buen número de casas de campo.

## Trabajo arquitectónico
Sus casas son reconocidos por su sencillez y originalidad, rematadas con grandes tejados y con un total abandono de la tradición histórica. Ejemplo de su obra arquitectónica son:
- Perrycroft, Colwall, Herefordshire 1893
- Annesley Lodge, Hampstead, Londres, 1896[1]
- Merlshanger, Hog's Back, Guildford, 1896
- Norney, Shackleford, 1897
- Spade House, Sandgate, Kent (donde residió el escritor H. G. Wells)
- The Pastures, North Luffenham, Rutland 1901
- The Orchard, Chorleywood, 1900, construida para él mismo cerca de Londres, con paredes blancas, maderas verde pálido y tejado de pizarra.
- Broadleys, junto al lago Windwermere, con ventanas en saledizo para aprovechar las vistas 1898

Voysey recibió la Medalla de Oro del RIBA (Royal Institute of British Architects) en 1940 y murió en Winchester en 1941.